# 久保孝志
久保 孝志（くぼ たかし、1947年〈昭和22年〉4月16日 - 1978年〈昭和53年〉1月12日）は、徳島県出身の剣道家、柳生神影流第十二世、久武館道場第四代館長、剣道六段錬士。

## 人物
徳島県名西郡石井町出身。柳生神影流第十一世、久武館道場第三代館長である久保勇の長男。父である久保勇より剣道を習い、その傍ら代々の流派である柳生神影流を習得し柳生神影流第十二代目、久武館道場第四代館長に就任する。
徳島県警機動隊に属し、剣道では県下一の腕前と評され徳島県代表として数々の大会に出場するが31歳の若さで殉職。のちに柳生神影流と久武館道場は久武館道場第三代館長である久保勇の長女の子に当たる戸村博史に引き継がれた。

## 関連人物
- 大塚博紀（和道流空手道流祖、大日本忠孝館道場で久保義八郎より柳生神影流を伝授）
- 久保菜穂子（女優、柳生神影流十世 久保義八郎六女）
- 上田博章（元朝日放送アナウンサー、大日本忠孝館道場門下生）
- コン・ヒロシ（漫画家・徳島市出身、戦時中久武館道場に疎開）

## 関連書籍
- 忠孝の大道（昭和9年農民社発行、柳生神影流十世 久保義八郎著書）
- 大義武士道訓：五十六箇条武道初心集（昭和19年鶴書房発行、柳生神影流十世 久保義八郎著書）